# Podziemna Trasa Turystyczna w Rzeszowie
Podziemna Trasa Turystyczna „Rzeszowskie Piwnice” w Rzeszowie – połączony w trasę turystyczną zespół dawnych miejskich piwnic, znajdujący się w Rzeszowie, pod staromiejskim Rynkiem. Wejście do podziemi znajduje się w przy rzeszowskim Ratuszu (Rynek 26), natomiast wyjście – przy Rynku 12 (od ul. Baldachówka). Obecnie zarządcą trasy jest Miejski Zarząd Budynków Mieszkalnych w Rzeszowie. Długość trasy wynosi 396 metrów.
Decyzja o utworzeniu podziemnej trasy turystycznej zapadła w 1994 roku, choć idee jej powstania sięgają lat 80. XX wieku. Wcześniej, bo w latach 60. i 70. XX wieku w rzeszowskich piwnicach prowadzone były przez specjalistów z krakowskiej Akademii Górniczo-Hutniczej prace zabezpieczająco-konserwatorskie. Natomiast prace górnicze, mające na celu połączenie ze sobą podziemnych pomieszczeń rozpoczęto w 2000 roku. W kwietniu 2001 roku trasa została udostępniona zwiedzającym. Miała ona wówczas 213 metrów długości i wiodła przez 34 pomieszczenia (piwnice i korytarze). Trasa rozpoczynała się wówczas przy Rynku 12, wejście od ul. Baldachówka (obecne wyjście), a kończyła – przy Rynku 19, w sąsiedztwie Domu Polonii. Jej administratorem było Muzeum Okręgowe w Rzeszowie. 

W 2004 roku zapadła decyzja o realizacji II etapu budowy trasy podziemnej; inwestycja ta wiązała się z przebudową głównej płyty Rynku. W wyniku prac prowadzonych w latach 2005–2007 trasa wydłużyła się o kolejne 156 metrów. Ponowne jej otwarcie miało miejsce w grudniu 2007 roku. 
Aktualnie trasa składa się z 40 połączonych ze sobą pomieszczeń, położonych na trzech kondygnacjach, na głębokości od 0,5 do 10 metrów pod powierzchnią Rynku. Składają się na nią piwnice, pochodzące z okresu od XIV do XVIII wieku. Wiedzie pod główną płytą Rynku oraz pod kamienicami nr 11, 12, 13, 14, 19, 20, 21 oraz nieistniejącymi obecnie 28 i 29. Wśród udostępnionych pomieszczeń znajdują się m.in. Piwnice Bławatników, Gruba Kochanowicza, Piwnica Rzeszowskich, Trakt Lubomirskich, Droga Kupców, Piwnica Miodowa oraz Lochy Tatarskie – najwęższe miejsce na trasie (70 cm). W piwnicach została urządzona ekspozycja historyczno-edukacyjna, w ramach której prezentowane są m.in. repliki zbroi rycerskich, broni białej i palnej, dawna ceramika użytkowa i przedmioty codziennego użytku a także – w Korytarzu Herbowym – herby dawnych właścicieli miasta, ziem i województw, na terenie których było ono położone oraz herby samego Rzeszowa. 
Trasa jest obiektem całorocznym, czynnym z wyjątkiem poniedziałków i świąt. Wstęp jest płatny, a zwiedzanie odbywa się w grupach, prowadzonych przez przewodnika.

## Galeria

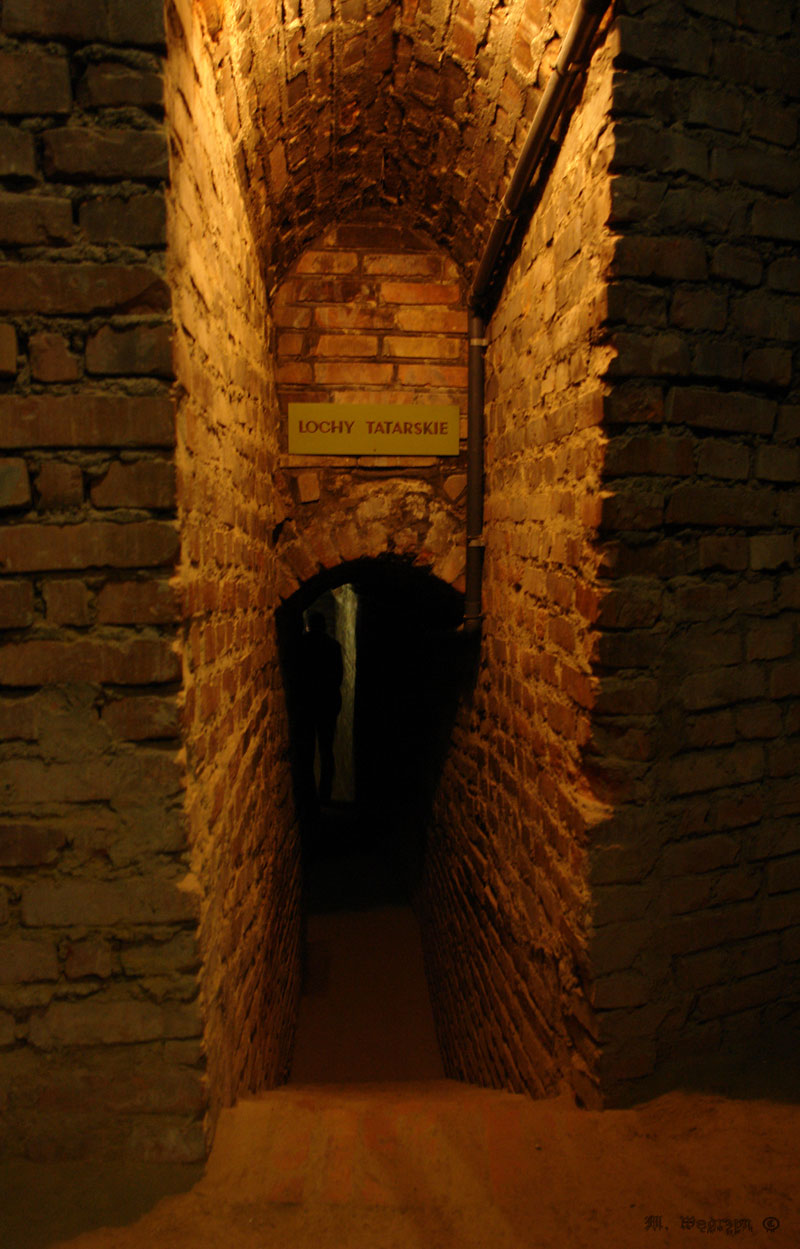
Podziemia (Lochy Tatarskie)
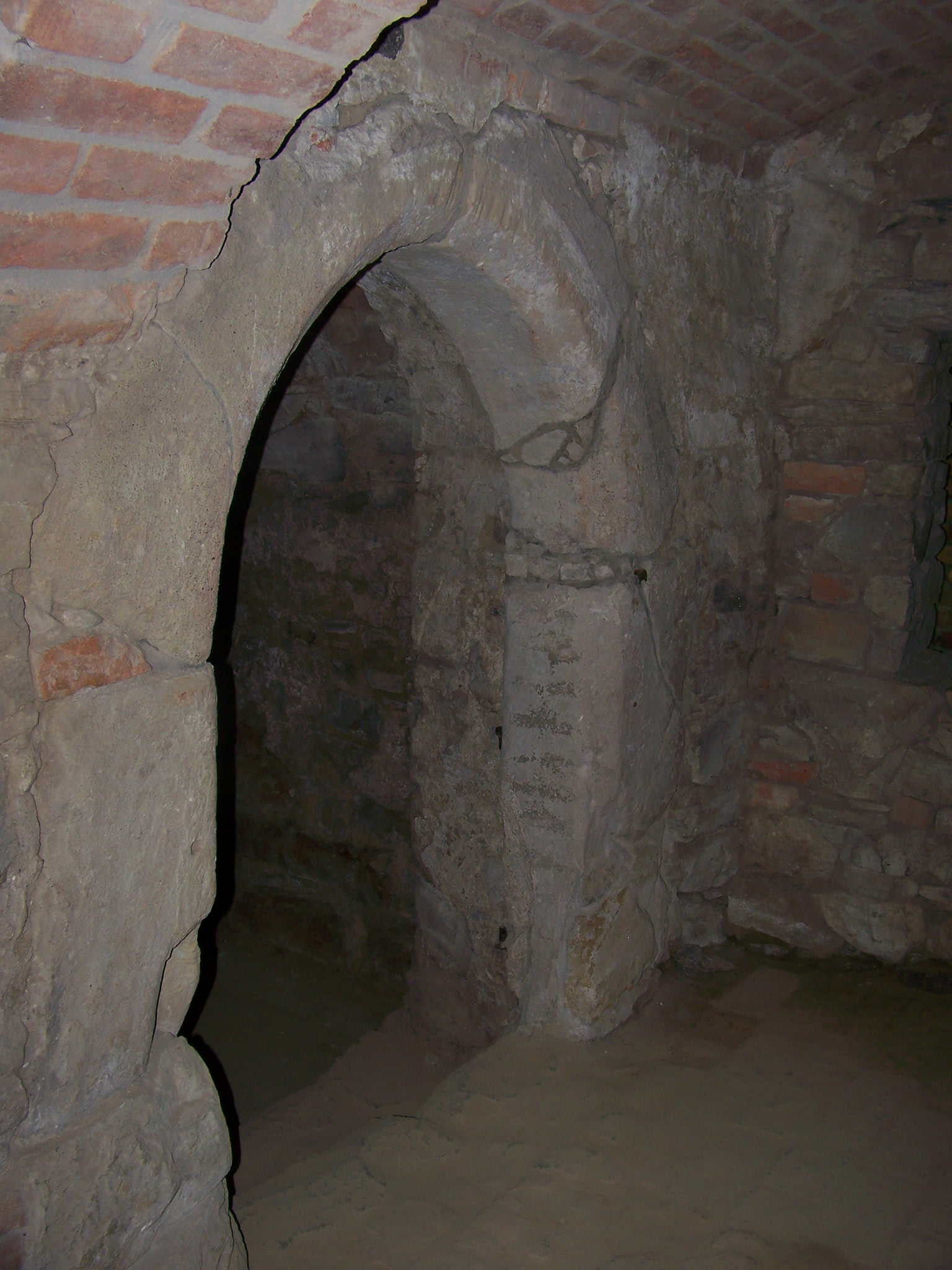
Podziemia
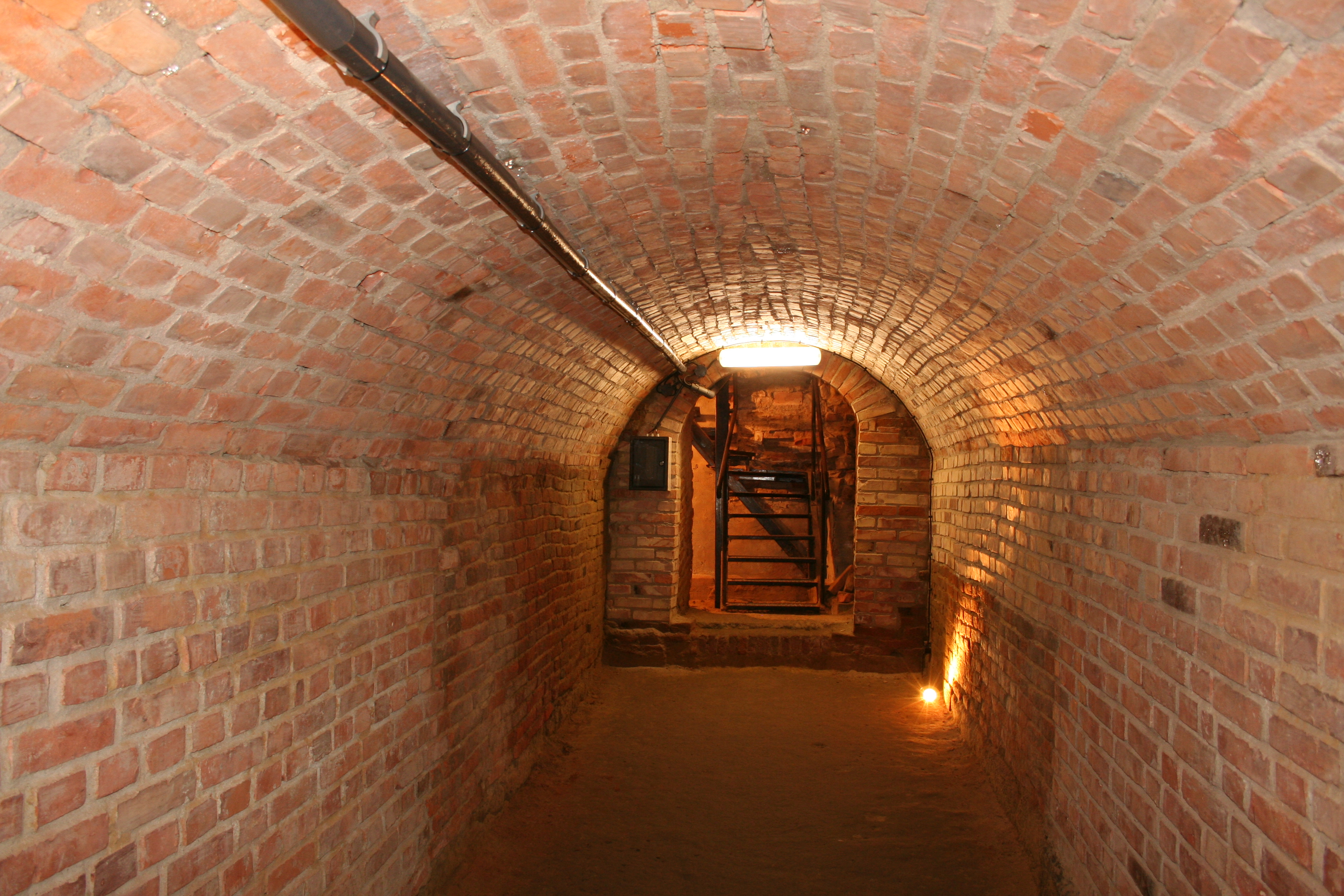
Podziemia